# Leptoneta patrizii
Espèce
Leptoneta patrizii est une espèce d'araignées aranéomorphes de la famille des Leptonetidae.

## Distribution
Cette espèce est endémique de Sardaigne en Italie.

## Publication originale
- Roewer, 1953 : Cavernicole arachniden aus Sardinien. Notes biospéologiques, vol. 8, p. 39-49.